# Gothic III
Gothic III (En español Gótico III) es un videojuego perteneciente al género de fantasía con temas de rol para Windows, de la empresa desarrolladora de juegos alemana Piranha Bytes. Es la secuela de Gothic II. Aunque está ampliamente disponible en inglés, la versión nativa del juego es el alemán. El juego fue lanzado en toda la Unión Europea el 13 de octubre de 2006 y llegó a estar disponible en toda América del Norte a partir del 20 de noviembre de 2006. El lanzamiento en Norteamérica incorpora dos parches que aparecieron después de la edición inicial del Reino Unido.
Una edición para coleccionistas también fue lanzada, conteniendo material adicional como bonificaciones. JoWooD lanzó una expansión independiente, titulado Gothic 3: Forsaken Gods, el 21 de noviembre de 2008.

## Jugabilidad
El jugador debe completar misiones y matar a los animales salvajes y los monstruos para ganar experiencia y mejorar sus habilidades. El juego está centrado en la reputación que permite al jugador unirse y actuar al lado de una facción. Si bien hay seis facciones en el juego, sólo tres son acoplables: los rebeldes, los mercenarios de Orcos y los hashishins. Las facciones restantes son los Rangers, los nómadas y los pueblos de Nordmar. El jugador es capaz de tomar ventaja de las misiones para que cada lado para hacerse cargo de las ciudades. Optar Cambios diálogo de acuerdo con las acciones y el comportamiento en el juego. El juego pone un especial énfasis en la interactividad del medio ambiente. El juego pretendía emplear un sistema de combate inusual que hace hincapié en las combinaciones cuidadosamente cronometrados de huelgas, lo que requiere el jugador para leer el lenguaje corporal de atacar a los oponentes. Sin embargo, en la práctica, muchos jugadores encuentran el sistema de combate que carecen de tales características únicas y se han sabido describirlo como un "botón de maceración clic-fest". La estrategia más exitosa durante el combate parecía ser simplemente hacer clic en el botón izquierdo del ratón lo más rápido posible: si el tiempo correctamente al principio cualquier enemigo podría ser derrotado con relativa facilidad. Los controles se han modificado ligeramente con un mayor énfasis en la acción. Navegación y combate son más-ratón céntrica, con cada botón del ratón que tiene una acción de combate diferente. El Héroe sin Nombre también puede ahora manejar armas duales o usar un escudo.

## Sinopsis

### Prólogo
La primera parte del Gothic III cuenta la historia de El Héroe sin Nombre, un hombre de empuje en los acontecimientos de una colonia penal. La colonia tiene la forma de un paisaje natural , provistas de un gran escudo mágico conocido como La Barrera, muy similar a una cúpula impenetrable. A lo largo de la historia, El Héroe sin Nombre se familiariza con varios personajes, el más notable de los cuales son Diego, Lee, Cor Angar, Lester, Gorn, Lares, Milten y Xardas. Algunos de estos personajes están relacionados con las diversas facciones del juego, que incluyen el Viejo Campamento , el Camp de nuevo y el Campamento del pantano . También conectado con estas facciones están los magos agua y fuego, de las cuales Xardas es un paria. Xardas, un nigromante, juega un papel fundamental para la supervivencia y el progreso del personaje. En última instancia, se galvaniza el personaje hacia el objetivo final de parar la convocatoria de una bestia conocida como The Sleeper , pero la entrada estaba custodiada por un campamento de orcos. El héroe fue ayudado por un chamán orco llamado Ur-Shak, que hizo un artefacto que impida a los orcos de atacarlo. El Héroe sin Nombre destierra The Sleeper a costa de casi perder su propia vida.
La segunda parte del Gothic III ve El Héroe sin Nombre resucitado por Xardas en un nuevo entorno. Ahora situado fuera de la ciudad de Khorinis, se le pregunta por Xardas para investigar un nuevo mal que amenaza Khorinis y las tierras circundantes. A lo largo de la historia, El Héroe sin Nombre se vuelve a conectar con viejos amigos desde el primer capítulo mientras se ajusta a los cambios en la estructura de la facción. Con la colonia penal y su barrera en una cosa del pasado, las tierras de los alrededores han sido invadidas por los orcos. Facciones ahora consisten en la Milicia / Paladines de Khorinis, el fuego novicios / Fuego magos , y los cazadores mercenarios / dragón . Magos de agua también hacen una devolución. Después de haber descubierto la fuente del mal que amenaza Khorinis, nuestro héroe reúne una tripulación de amigos y velas de confianza a una isla cercana. No se enfrente a un gran dragón muerto viviente, completar la misión central del capítulo. El capítulo se cierra con el héroe y sus aliados navegando fuera de la isla. 
Gothic 2 también tiene una expansión llamada Noche del Cuervo. En la expansión, el héroe se enfrentó a muchos nuevos peligros y un nuevo mundo inexplorado. Los Magos de agua jugó un papel importante en la expansión. Hubo una nueva facción conocida como el Anillo de Agua, que tenía la misma relación con los Magos de agua como los Paladines a los magos de fuego. El antagonista principal era Raven, que fue el segundo al mando de Gómez, líder del antiguo campamento, en el primer juego. Cuervo quería comandar los ejércitos de Belial, el mal de uno de los 3 dioses, junto con una nueva y poderosa arma conocida como la Garra de Belial.

### Argumento
La tercera parte se abre con el héroe sin nombre y sus amigos navegando a un nuevo continente plagado de orcos, llegando en el Myrtana, la región central del continente. El héroe perdido todas sus cosas del juego anterior cuando su barco es robado mientras está en tierra con Milten, Diego, Gorn, y Lester. Es de suponer que esta es la fuente de la invasión orca que fue lanzado en Khorinis en el segundo capítulo. Estas tierras tienen ninguna conexión física a Khorinis o las ruinas de la colonia penal. En estos bosques montañosos de los orcos han esclavizado el reino humano con sólo unos pocos seres humanos libres que viven en las tierras del norte heladas casi inhabitables de Nordmar y el desierto del sur de Varant. El héroe debe decidir si unirse a la rebelión y mantenerse fiel al rey humano depuesto, servir a los usurpadores Orcos en su búsqueda para derrocar al último bastión humano restante, o elegir un camino que sirve a sus propios fines. A lo largo de la historia, que se acompaña de una serie de NPCs, algunos de los cuales son viejos amigos. Si bien este capítulo trae amigos a plazo del título anterior (Xardas, Diego, Milten, Gorn, Lester, Lee y Vatras) también introduce dos nuevos personajes principales; Rey Rhobar la segunda (que en última instancia era responsable de enviar el héroe sin nombre a la colonia penal en el primer juego) y Zuben. Mientras que el rey tiene un fuerte pasado como un líder audaz, que ahora se enfrenta a una derrota cerca; su fama en declive. Zuben lidera el Hashishin que habitan en la región sur de Varant.

## Historia

### Desarrollo
Gothic 3 fue desarrollado inicialmente por Piranha Bytes, como los dos títulos anteriores.

### Motor de juego
Gothic 3 está ejecutado por un motor personalizado denominado Genoma; que apoya Pixel Shader 3.0 , tiene un diseño multihilo e incluye iluminación dinámica (incluyendo auto-sombreado ). Para la animación de los personajes se utiliza el EMotion FX 2 y simulación de la física es proporcionada por el motor físico Ageia 's PhysX. También utiliza el software IDV's SpeedTreeRT para la representación de árboles y plantas. Bink Video Technology de RAD Game Herramientas para las escenas, así como el sistema de sonido FMOD de Tecnologías Firelight para la reproducción de sonido.
Los requisitos mínimos del sistema piden un Intel Pentium 4 a 2.0 GHz con 768 MB de memoria RAM; Las tarjetas de vídeo recomendadas son una ATI X1600/Nvidia GeForce 6800 series o mejor.

### Lanzamiento
El juego fue lanzado el 13 de octubre de 2006 en toda la Unión Europea en inglés, alemán, español y polaco (en polaco de ser liberado el 3 de noviembre de 2006). La versión norteamericana fue lanzada el 20 de noviembre de 2006. La edición de inglés del Reino Unido fue lanzado como versión 1.04. La versión norteamericana incorpora dos parches, la primera es de 1,07, en su lanzamiento inicial en versión 1.12. Una edición para coleccionistas también fue lanzado que contiene material de colección de bonificación.
En el Reino Unido, la junta de calificación PEGI ha asignado el juego una calificación de 16+. En Alemania, la USK ha clasificado 12+. En los EE. UU. y Canadá, Gothic III tiene una clasificación T (Teen) por la ESRB. El contenido jugabilidad es idéntica entre cada versión de lanzamiento en todo el mundo.

### Parches
Después de un lanzamiento con muchos problemas y errores, una disputa entre el editor y el desarrollador principal de la separación de ellos en 2007. El juego se quedó con el último parche lanzado 1.12 en un estado inacabado, más adelante se anunció un parche para terminar de solucionar los problemas, pero el editor nunca lo llegó a finalizar.

### Apoyo a la Comunidad
Por lo tanto, los derechos de autor editor celebración Jowood concede el acceso al código fuente a los desarrolladores de la comunidad de juego para permitir a los fanes por lo menos se ocupen de los problemas y de los propios errores significativos. En los años de voluntaria y no remunerada trabajar la comunidad de fanes produjo varios parches de la comunidad , con una versión iteración actual 1.75 lanzado en abril de 2012. Con este parche 1.5 GB de tamaño se introdujeron mejoras y correcciones significativas, por lo que finalmente se logró un estado jugable del juego. Además, una "historia de un proyecto comunitario" todavía trabaja en la fijación de las inconsistencias en los antiguos góticos de juegos y en llenar los vacíos de la historia. En 2014 un parche adicional para la versión 1.75.14 convirtió disponibles la fijación de algunas de las cuestiones pendientes.

### Expansión
El 21 de noviembre de 2008 JoWooD Entertainment lanzó una expansión independiente titulada Gothic 3: Forsaken Gods., desarrollado por Trine Games. Gothic 3: Forsaken Gods padece algunos de los bugs del juego original. Posteriormente Mad Vulture Games, una empresa que fue creada por los desarrolladores de la comunidad de juego, lanzaron una versión mejorada con soluciones a los bugs de la versión original.

## Recepción
Gothic 3 fue un éxito comercial, con ventas globales de más de 500,000 copias en marzo de 2007.
Gothic 3 ha sido recibido con críticas mixtas. Ha recibido 63/100 puntuación en el sitio web Metacritic y el 63,94% en GameRankings. Antes de su lanzamiento a principios de octubre de 2006, Gothic III fue nominado como el mejor juego del E3 por IGN. Desde el lanzamiento, la mayoría de las preocupaciones se han centrado en los bugs. Hyper's Daniel Wilks elogia el juego por su "montón de misiones, riqueza en la exploración y combate accesible". Sin embargo, él criticó el juego por sus "fallos en el sistema de mapeado y la atroz actuación de las voces".